# 2271 Kiso
2271 Kiso este un asteroid din centura principală, descoperit pe 22 octombrie 1976 de Hiroki Kosai și Kiichiro Hurukawa.